# Дидакна Бэра
Дидакна Бэра (лат. Didacna baeri) — вид солоноватоводных двустворчатых моллюсков семейства сердцевидок (Cardiidae). Раковина от округло-треугольной до удлинённо-овальной, длиной до 40—50 мм, высотой до 30—40 мм, беловатая или кремовая, рёбра зачастую коричневые. Эндемик Каспийского моря. Распространён в Среднем и Южном Каспии на глубинах до 60 м. Не встречается в опреснённых районах. Обитает на мягких грунтах. Назван в честь российского естествоиспытателя Карла Эрнста фон Бэра.

## Описание
Раковина от округло-треугольной до удлинённо-овальной, относительно толстостенная, выпуклая. Длина раковины до 40—50 мм, высота до 30—40 мм, выпуклость до 25 мм. Макушка слабо или умеренно выступающая, тупая или слабо килеватая, находится почти по центру. Поверхность раковины покрыта 23—35 узкими плоскими радиальными рёбрами, разделёнными ещё более узкими промежутками. Рёберные борозды имеются на большей части внутренней поверхности раковины. Килевой перегиб хорошо выражен, но не острый (особенно у молодых особей). У молоди в правой створке иногда есть рудиментарные латеральные зубы. Окраска беловатая или кремовая. Рёбра зачастую коричневые. Внутренняя поверхность белая, часто с коричневым пятном на заднем крае. Периостракум тонкий, бледно-желтовато-зелёный.

### Отличия от других видов
Толстая дидакна (Didacna eichwaldi) в отличие от данного вида имеет более выступающую макушку и менее овальную форму раковины, а её килевой перегиб в молодом возрасте острый.
Раковина уродливой дидакны (Didacna longipes) более равносторонняя, чем у многих форм D. baeri, а также несколько более толстостенная и имеет более острый килевой перегиб и более широкую макушку.
Ископаемый вид Didacna subcatillus имеет менее выпуклую раковину с более тупой макушкой по сравнению с D. baeri.
У ископаемой Didacna ovatocrassa раковина обычно менее удлинённая и менее выпуклая.

## Распространие и экология
Эндемик Каспийского моря. Распространён в Южном (преимущественно в восточной части) и в Среднем Каспии на глубинах до 60 м. Не встречается в опреснённых районах. Обитает на мягких грунтах.
В мантийной полости данного моллюска был обнаружен рачок-бокоплав Cardiophilus baeri.
Природоохранный статус вида не установлен. В исследованиях 2000-х и 2010-х годов живых экземпляров обнаружено не было, но были найдены свежие раковины на побережье моря.

## Происхождение
Данный вид, как и большинство современных представителей рода Didacna, возник в Каспийском море около 7 тысяч лет назад. Он имеет массовое распространение в голоценовых отложениях Среднего и Южного Каспия (новокаспийский горизонт) и редко встречается в позднем плейстоцене (хвалынский горизонт) на западе Каспийского региона. По мнению Л. А. Невесской (2007) вид произошёл от ископаемой Didacna subcatillus.

## Таксономия

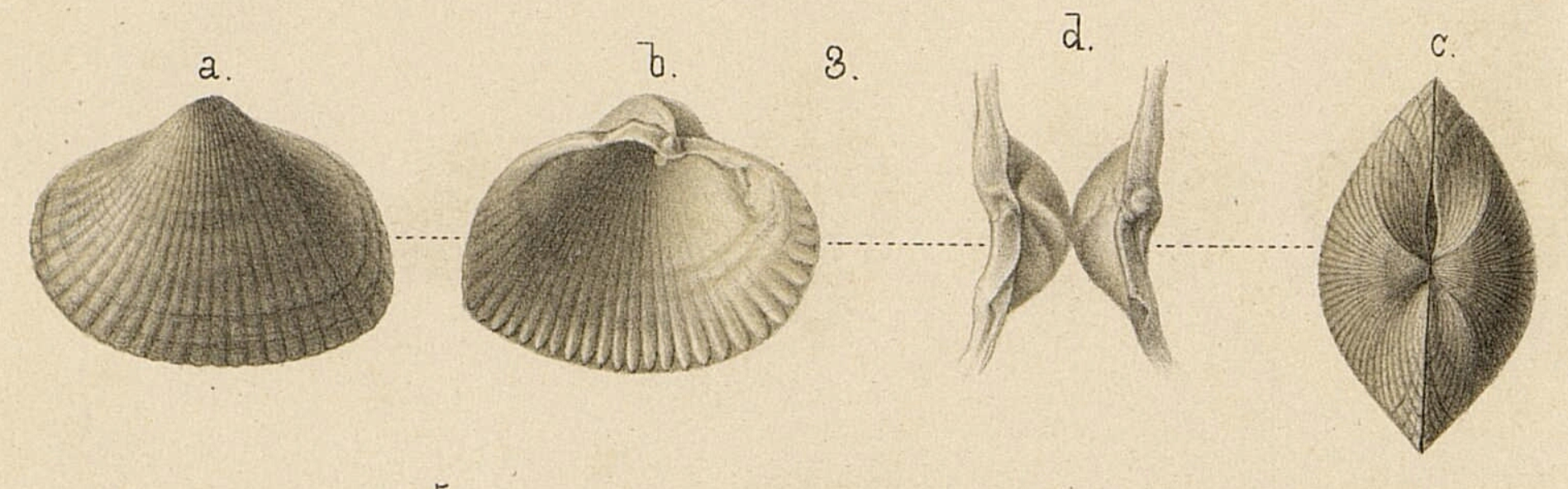
Рисунки створок Didacna baeri из работы О. А. Гримма (1877 год)

Вид был впервые описан русским зоологом Оскаром Андреевичем Гриммом в 1877 году под названием Cardium Baeri. Видовое название было дано в честь российского естествоиспытателя Карла Эрнста фон Бэра. В 1967 году Б. М. Логвиненко и Я. И. Старобогатов в качестве лектотипа обозначили экземпляр, найденный Гриммом в Каспийском море на глубине 43 м (40°32′ с. ш. 52°23′ в. д.) и хранящийся в Зоологическом институте Российской Академии наук.
Логвиненко и Старобогатов (1968), а в дальнейшем и некоторые другие авторы указывали Didacna eichwaldi в качестве синонима Didacna baeri. Эта точка зрения не является общепринятой, так как между видами имеются морфологические различия.